# SB/DV 16b
Az SB 16b sorozat egy szerkocsis gyorsvonati gőzmozdonysorozat volt a Déli Vasútnál.
Az SB 19 sorozat helyettesítésére az DV 1885-88  között beszerzett a Floridsdorfi Mozdonygyártól nyolc db 2’B tengelyelrendezésű  mozdonyt. A mozdonyok külsőkeretesek voltak, kívül elhelyezett gőzhengerekkel és vezérléssel. Habár a próbamenet során 120 km/h sebességet is elért, 80 km/h-ban állapították meg az engedélyezett sebességét. A Bécsújhely-Gloggnitz 7,77 ‰ emelkedésű pályán 150 tonnás vonatot 60 km/h sebességgel továbbított.
Két mozdony Innsbruckban, hat Marburgban állomásozott.
1924 után valamennyi  mozdony az Olasz Államvasutakhoz került és ott hét darab kapott FS 513 sorozatjelet.

## Fordítás
- Ez a szócikk részben vagy egészben  a   SB 16b című német Wikipédia-szócikk fordításán alapul.  Az eredeti cikk szerkesztőit annak laptörténete sorolja fel. Ez a jelzés csupán a megfogalmazás eredetét és a szerzői jogokat jelzi, nem szolgál a cikkben szereplő információk forrásmegjelöléseként.